# Santo Antônio do Imbé
Santo Antônio do Imbé é o terceiro distrito do município de Santa Maria Madalena (Rio de Janeiro), distante 30 km da sede. 
Na região central pode-se encontrar na parte mais alta a Igreja de Santo Antônio, onde todos os anos, no dia 13 de junho comemora-se a data. Em sua periferia encontram-se sítios e fazendas ladeadas por verdes pastos, rios e cachoeiras. Na economia local além da criação de gado de corte e leiteiro, há a produção de cachaça artesanal, farinha, queijo, carvão e beneficiamento de madeira. 
O acesso principal é pela rodovia BR-101, pelo município de Conceição de Macabu, através de estrada de terra batida.